# Carlos Amaral Ferreira
Carlos Alberto Amaral Ferreira (Mangualde, 6 de junho de 1969) é um atleta paralímpico português que compete nas categorias T10/T11.

## Carreira
Competiu nos Jogos Paralímpicos de Verão de 1992 em Barcelona, Espanha, onde conquistou uma medalha de prata na modalidade do futebol de sete. Nos Jogos Paralímpicos de Verão de 1996 em Atlanta, nos Estados Unidos, passou a competir no atletismo, tendo conquistado uma medalha de bronze nos 10 000 metros da categoria T10. Nos Jogos Paralímpicos de Verão de 2000 realizados em Sydney, na Austrália, conquistou uma medalha de ouro na maratona masculina da categoria T11 e uma medalha de prata nos 10 000 metros da mesma categoria. Nos Jogos Paralímpicos de Verão de 2004 em Atenas, na Grécia, conquistou duas medalhas de prata, uma nos 10 000 metros e outra na maratona masculina da categoria T11.